# 東急エージェンシー
株式会社東急エージェンシー（とうきゅうエージェンシー、英: TOKYU AGENCY INC.）は、日本の東京都港区に本社を置く広告代理店。東急株式会社の連結子会社。

## 概要

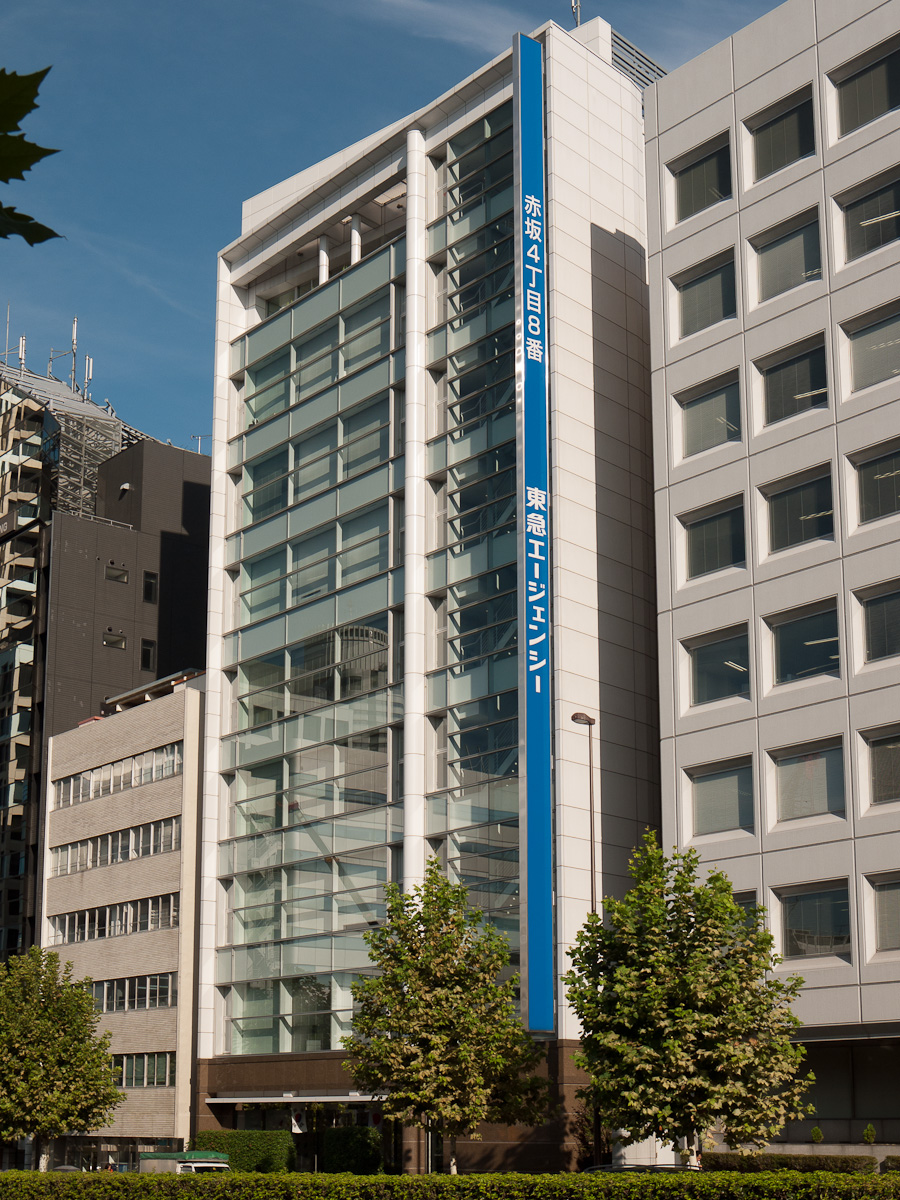
港区赤坂の旧本社

日本の広告業界において第6位の規模。多くの生活者接点を持つ東急グループならではのリアルに設計された実効性の高いマーケティングソリューション・体験づくりを実現。Amazing Experienceを生み出すための、東急エージェンシーの独自性・ユニークネスであると掲げる。
創業は1961年で、東京急行電鉄をはじめとする東急グループの出資によって設立された。1971年には、NETテレビ（後のテレビ朝日）や朝日新聞社との共同出資によって、日本ケーブルテレビジョンを設立している。

### その他
東急エージェンシー出身の著名人には、一条真也（作家・経営者）、増田俊男（時事評論家）、三宅眞（政治評論家三宅久之の三男、現・狛江市議会議員）らがいる。

## メディア
テレビ
名古屋テレビ（メ～テレ）制作のアニメ枠（土曜17:30枠→日曜7:00枠）には『鎧伝サムライトルーパー』から『まじめにふまじめ かいけつゾロリ』までの約19年間携わっており、その間に制作された『勇者シリーズ』のテレビシリーズ全作にも関わっていた。
テレビ愛知制作のアニメ枠についても『神八剣伝』から『ワンワンセレプー それゆけ!徹之進』までの作品の制作に参加していた。
1987年から公共広告機構における“Motter Ombra”の英文フォントを用いた青い“AC”のロゴタイプは同社がデザインしており、2009年度（7月から）にACジャパンへと改名して以降も現在に至るまで使用している。
その他
東急グループのハウスエージェンシーとして、TOQビジョンの運用などを肇めとした「TOKYU OOH」を展開している。

## 業績
年次
- 1966年 - 特撮テレビ番組『マグマ大使』を企画・制作。
- 1967年 - 特撮テレビ番組『怪獣王子』を企画し、100%出資による日本特撮株式会社を設立。
- 1970年 - 「日本万国博覧会」の開催にあたり、パビリオンなどの業務に協力。
- 1979年 - 『西部警察』制作協力、スポンサー企業のとりまとめ、東急東横線各駅での撮影協力。
- 1982年 - 劇場用アニメーション『わが青春のアルカディア』の製作に参加。
- 1985年 - 「科学万博つくば'85 」の開催に参加。
- 1989年 - 「第2回ねんりんピック」の開催に参加。
- 1990年 - 「国際花と緑の博覧会」（大阪）の開催に参加。また、同時期に子供向けロボットアニメシリーズ「勇者シリーズ」（テレビシリーズ版）の企画・制作に参加（「勇者エクスカイザー」〜「勇者王ガオガイガー」の9作品）。
- 1992年 - 「セビリア万国博覧会」（スペイン）、「ジェノバ博覧会」（イタリア）の開催に参加。新千歳空港ターミナルビルのプロジェクトに設計・施工担当として参加、開港。
- 2003年 - オムニコムグループのDDBと業務提携。
- 2005年 - 中部国際空港（セントレア）ターミナルビルのプロジェクトに商業施設コンサルティング、 内装設計監理、ブランド構築、販売促進担当として参加、開港。「愛・地球博」開催にあたりイベント業務に協力。
- 2008年 - カリスマバイヤー藤巻幸夫と買場マーケティング分野での業務協力。

### 社内クリエイティブブランド
難しい課題を、アイデアの力で解決する専門家集団＝クリエイティブブランド が社内に存在する。
- Depart.
- TOTB
- TAGTRIBAL

### 顧客例
- マルちゃん赤いきつねと緑のたぬき（東洋水産） - 販売の企画に関わる。
- ソニー - 同社が発売する製品のテレビCMの多くを担当・制作した。
- あいさつの魔法。 - ACジャパンによる2010年度の全国向け広告媒体キャンペーン。東日本大震災時におけるCMの大量出稿がきっかけでネットカルチャー界を中心とした社会現象となった。北海道支社が制作に関わる。
- JAPAN WORLD CUP （日本中央競馬会(JRA)） - 広告代理店として関わる。アドフェスト2011において、ダイレクト部門銀賞・サイバー部門銅賞を獲得。

## 不祥事・諸問題

### 2020東京五輪・パラ大会運営費のピンハネ問題
- 2021年6月7日の東京五輪・パラ大会開会直前、JOCの経理部長が都営地下鉄浅草線中延駅で、電車に轢自殺を計った。折しも、東京五輪・パラ大会の大会運営業務委託に絡み、東急エージェンシー、ADK、博報堂、そして電通など大手広告代理店数社やフジメディアHG系列の番組制作会社フジクリエイティブコーポレーション、人材派遣会社パソナによる、「日給35万」といった人件費や管理費名目の多額にのぼる中抜き（ピンハネや丸投げ）がテレビ報道での告発や国会審議などで問題化されており、様々な推察や臆測を呼んでいる[4][5]。

### 2020年東京五輪テスト大会をめぐる独占禁止法違反疑惑
2022年11月28日、東京地検特捜部と公正取引委員会により、東京五輪・パラリンピックのテスト大会業務をめぐる入札談合疑惑で家宅捜索を受けた。同年11月25日、電通本社ビル、イベント制作会社「セレスポ」（東京都豊島区）が家宅捜索を受けた。11月28日には、博報堂、東急エージェンシー、イベント制作会社「セイムトゥー」（東京都千代田区）、フジクリエイティブコーポレーションなどが、翌11月29日には、電通ライブ、ADKマーケティング・ソリューションズ、イベント制作会社「シミズオクト」（東京都新宿区）及び「トレス」（東京都中央区）などが家宅捜索を受けた。2023年2月28日、取締役と法人が他の会社や元大会組織委員会大会運営局次長と共に独占禁止法違反の罪で起訴された。
2025年3月21日、東京地裁は元役員に懲役1年6月、執行猶予3年、法人としての東急エージェンシーに罰金2億円を言い渡した。
同年6月23日、公正取引委員会は電通グループや東急エージェンシーなど8社の独占禁止法違反（不当な取引制限）を認定し、再発防止を求める排除措置命令を出した。うち7社に総額約33億円の課徴金納付を命じた。うち、東急エージェンシーの課徴金額は3億3088万円。